# Аніта Нолл
Аніта Нолл (англ. Anita Nall, 21 липня 1976) — американська плавчиня.
Олімпійська чемпіонка 1992 року.
Призерка Чемпіонату світу з плавання на короткій воді 2000 року.
Переможниця Пантихоокеанського чемпіонату з плавання 1993 року.
Призерка Панамериканських ігор 1995 року.